# Том Брендс
Томас Нельсон «Том» Брендс (англ. Thomas Nelson «Tom» Brands; нар. 4 вересня 1968, Омаха, штат Небраска) — американський борець вільного стилю, чемпіон світу, чемпіон Панамериканських ігор, дворазовий володар Кубків світу, чемпіон Олімпійських ігор.

## Біографія
Боротьбою почав займатися з 1981 року в середній школі міста Шелдона, штат Айова. Виступав за борцівський клуб Айовського університету «Hawkeye» («Соколине око» — так називають у США мешканців штату Айова), Айова-Сіті, штат Айова. Чотириразовий переможець чемпіонату Сполучених Штатів з 1989 по 1992 рік. У 1991 році на внутрішніх змаганнях не мав жодної поразки при 45 перемогах. Тренувався під керівництвом чемпіона світу та Панамериканських ігор 1971 року, олімпійського чемпіона 1972 року Дена Гейбла. Разом з ним у цього ж тренера займався брат-близнюк Тома Брендса — Террі, дворазовий чемпіон світу, чемпіон Панамериканських ігор, бронзовий призер літніх Олімпійських ігор 2000 року, дворазовий володар Кубків світу, що виступав на одну вагову категорію нижче за Тома.
На міжнародній арені став чемпіоном світу 1993 року, володарем кубків світу 1994 та 1995 років, чемпіоном Панамериканських ігор 1995 року. Двічі поспіль, у 1994 і 1995 роках не міг піднятися на п'єдестал пошани чемпіонатів світу, але на літніх Олімпійських іграх 1996 року в Атланті впевнено переміг усіх суперників і здобув золоту олімпійську нагороду. У фіналі змагань переміг Чан Дже Сона з Південної Кореї з рахунком 7-0.
Ще під час кар'єри борця Том Брендс почав працювати помічником головного тренера Айовського університету (1993—2004). Потім протягом двох сезонів (2005-06) був головним тренером у Політехнічному інституті і університеті штату Вірджинія. З 2006 року повернувся до борцівського клубу «Hawkeye» Айовського університету як головний тренер. Неодноразово приводив команду до перемог на внутрішніх змаганнях.
У 2004 році Том Брендс був одним з трьох тренерів з вільної боротьби олімпійської збірної США, що брала участь в афінській Олімпіаді. Брендс також був помічником тренера збірної США з вільної боротьби на чемпіонатах світу 2001, 2002, 2003, 2013, 2014 і 2015 років. Він також тренував збірну команду США до низки інших міжнародних турнірів. Том Брендс був названий тренером року США з вільної боротьби в 2002 і 2003 роках. Неодноразово визнавався тренером року за версіями різних видань і спортивних організацій.
Разом зі своїм братом-близнюком, Террі, Том Брендс був названий у 1993 спортсменом року США серед борців. У 2001 році включений до Зали слави спортивної боротьби штату Айова. У 2002 році включений до Національної Зали слави спортивної боротьби США.
Отримав ступінь бакалавра наук в галузі в галузі фізичного виховання в Університеті Айови в 1992 році.

## Виступи на Олімпіадах
| Змагання                    | Збірна | Вагова категорія | Місце  |
| --------------------------- | ------ | ---------------- | ------ |
| Літні Олімпійські ігри 1996 | США    | 62 кг            | Золото |

## Виступи на Чемпіонатах світу
| Змагання                        | Збірна | Вагова категорія | Місце  |
| ------------------------------- | ------ | ---------------- | ------ |
| Чемпіонат світу з боротьби 1993 | США    | 62 кг            | Золото |
| Чемпіонат світу з боротьби 1994 | США    | 62 кг            | 11     |
| Чемпіонат світу з боротьби 1995 | США    | 62 кг            | 9      |

## Виступи на Панамериканських іграх
| Змагання                  | Збірна | Вагова категорія | Місце  |
| ------------------------- | ------ | ---------------- | ------ |
| Панамериканські ігри 1995 | США    | 62 кг            | Золото |

## Виступи на Кубках світу
| Змагання                    | Збірна | Вагова категорія | Місце  |
| --------------------------- | ------ | ---------------- | ------ |
| Кубок світу з боротьби 1994 | США    | 62 кг            | Золото |
| Кубок світу з боротьби 1995 | США    | 62 кг            | Золото |